# Butterfly Ball
The Butterfly Ball and the Grasshopper's Feast é um álbum conceitual e ópera rock baseado no livro infantil homônimo.
Após a sua saída e a de Ian Gillan do Deep Purple, no fim de 1973, Roger Glover deu um tempo à sua vida de baixista e lançou-se como produtor musical.
Numa empreitada, em 1974 decidiu compor musicalmente um clássico da literatura infantil, "Butterfly Ball And The Grasshopper's Feast", de William Plomer e Richard Fitter. Para isso, contou com a participação de muitos amigos como Eddie Hardin, Jon Lord, Tony Ashton, Ronnie James Dio, David Coverdale, Glenn Hughes, Michael Giles, Eddie Jobson, John Lawton e muitos outros.

## Descrição
"Butterfly Ball" é uma verdadeira ópera-rock fantasiosa, melódica e direccionada tanto para o público adulto, por contar com grandes estrelas do rock 'n' roll daquele momento, quanto para o público infantil, por cativar com as suas histórias surreais, como a do sapo que se apaixona pela bela dama.
Em 16 de novembro de 1975, o disco teve uma única apresentação ao vivo, no Royal Albert Hall, em Londres, com a participação de Glover, Ian Gillan, Jon Lord e a supermodelo e atriz Twiggy cantando e interpretando, com a narração da história feita pelo ator Vincent Price. O concerto ao vivo foi filmado e lançado no ano seguinte.
Uma das histórias mais conhecidas dessa apresentação é a de Ritchie Blackmore, ex-guitarrista dos Deep Purple e já com a sua nova banda, os Rainbow, de ter literalmente proibido o vocalista Ronnie James Dio de cantar no evento. Mas isso contribuiu para um dos retornos mais significativos da história do rock. Para o lugar de Dio, Roger Glover convidou o seu eterno amigo Ian Gillan, para cantar "Sitting In A Dream". Desiludido com o showbussiness e com o sonho de poder cantar com prazer numa banda, desde que deixou os Deep Purple não pisou mais um palco, saindo de cena do mundo da música. Quando entrou no palco para cantar "Sitting In A Dream", foi ovacionado pela plateia e isso o surpreendeu muito, pois não fazia ideia de como era querido pelo público, pela sua voz e carisma. O tema de "Butterfly Ball" é um sonho e como todo álbum clássico é recheado de histórias.
| Críticas profissionais                                                      | Críticas profissionais |
| Avaliações da crítica                                                       | Avaliações da crítica  |
| Fonte                                                                       | Avaliação              |
| --------------------------------------------------------------------------- | ---------------------- |
| Allmusic                                                                    | [ 1 ]                  |
| Esta tabela precisa de ser acompanhada por texto em prosa. Consulte o guia. |                        |

## Faixas
1. "Dawn" (Glover) 1.21
2. "Get Ready" (Glover) 2.06
3. "Saffron Dormouse and Lizzy Bee" (Glover) 1.25
4. "Harlequin Hare" (Glover/Dio/Soule) 1.26
5. "Old Blind Mole" (Glover) 1.11
6. "Magician Moth" (Glover) 1.33
7. "No Solution" (Glover) 3.28
8. "Behind The Smile" (Glover) 1.46
9. "Fly Away" (Glover) 2.22
10. "Aranea" (Glover) 1.37
11. "Sitting In A Dream" (Glover) 3.40
12. "Waiting" (Glover) 3.11
13. "Sir Maximus Mouse" (Glover) 2.35
14. "Dreams of Sir Bedievere" () 4.09
15. "Together Again" (Glover/Dio/Soule) 2.05
16. "Watch Out For The Bat" (Glover) 1.41
17. "Little Chalk Blue" (Glover/Hardin) 3.44
18. "The Feast" (Glover) 1.48
19. "Love Is All" (Glover/Hardin) 3.14
20. "Homeward" (Glover/Hardin) 4.12